# フリートウッド・マック
フリートウッド・マック（Fleetwood Mac）は、イングランド出身のロックバンド。50年以上のキャリアをもち、初期は「チキン・シャック」らと並び、ブリティッシュ・ブルースロックとしてスタートした。1970年代半ば以降はソフトロック路線に転換して成功を収め、世界的な知名度を誇る。
1978年『グラミー賞』受賞。1998年『ロックの殿堂』入り。
ウォール・ストリート・ジャーナルの「史上最も人気のある100のロックバンド」にて11位。トータルセールスは1億2000万枚を超えている。

## 歴史

### 初期/ブルースロック、ピーター・グリーン時代

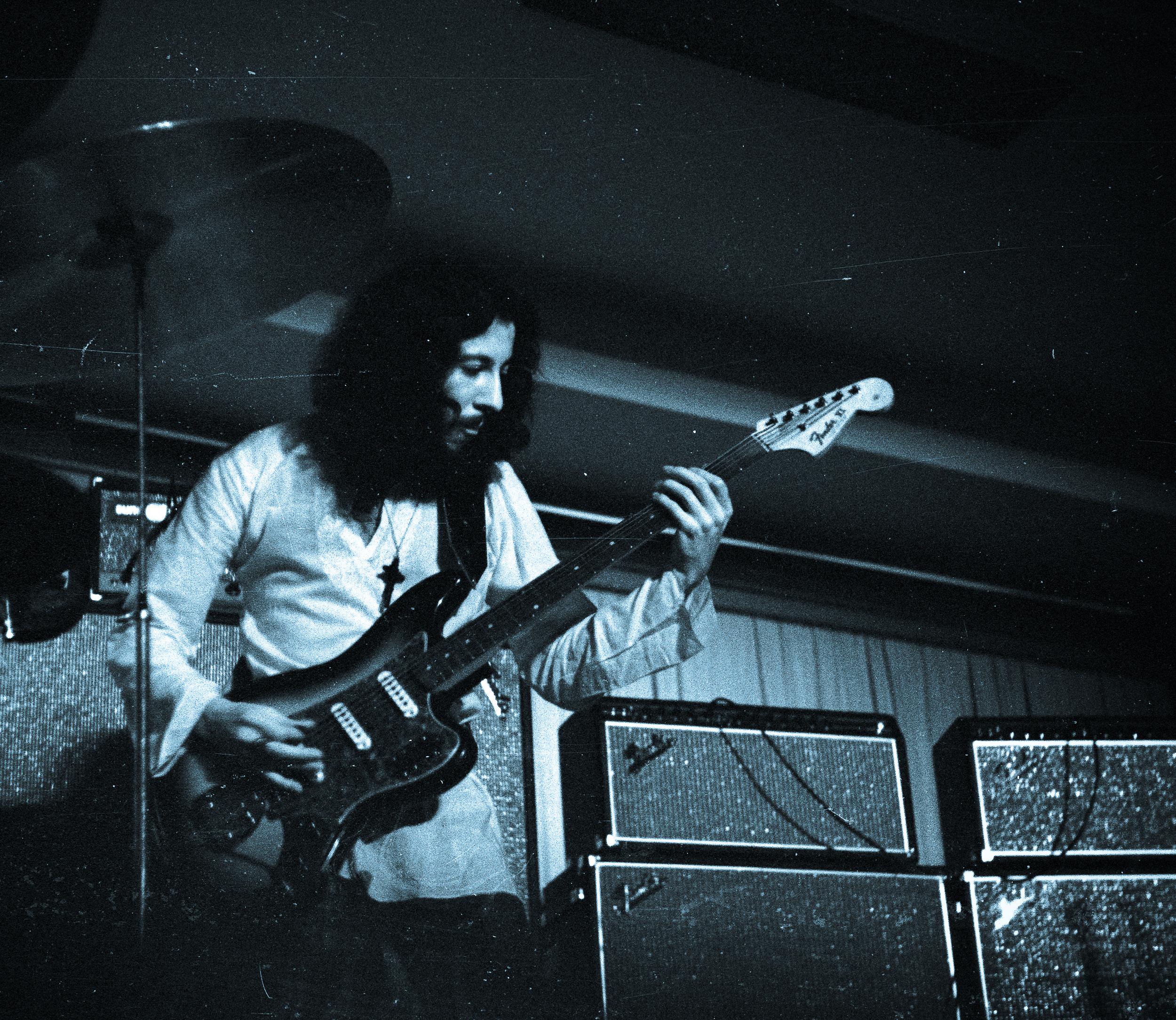
創始者の一人 ピーター・グリーン(G) 1970年

1967年、「ジョン・メイオール&ザ・ブルース・ブレイカーズ」のメンバーだったピーター・グリーン（ギター）とミック・フリートウッド（ドラム）を中心に、ボブ・ブラニング（ベース）、ジェレミー・スペンサー（ギター）の4人で活動を開始する。数回のギグの後、ブランニングに変わってジョン・マクヴィー（ベース）が加入。初期のバンド名は「ピーター・グリーンズ・フリートウッド・マック（英語: Peter Green's Fleetwood Mac)」。グリーンによるギブソン・レスポールの音を前面に出し、当時イギリスで勃興していたブルース・ロックのブームに乗って活動を開始した。
1968年2月に、初のアルバム『ピーター・グリーンズ・フリートウッド・マック』をリリースして注目を浴びる。さらに同年に録音したシングル「ブラック・マジック・ウーマン」（後にサンタナにカバーされて大ヒットしている）を世に送り出し、8月には2ndアルバム（アメリカにおけるファースト・アルバム）の『ミスター・ワンダフル』をリリースしている。更にグループは18歳のダニー・カーワン（ギター）を加入させ、グループ初期における最高のラインナップを整える。トリプル・ギター編成のバンドは当時としては奇抜なアイデアで、グリーンとグループが思い描く、常にサウンドの変化に対応できる体制となると共に、同年、リトル・ウィリー・ジョンが1956年にアメリカでヒットさせた「ニード・ユー・ラヴ・ソー・バッド」をカヴァーし、全英シングルチャートに送り込んだことで注目を集める。
カーワン加入後の同年11月、シングル「アルバトロス (あほうどり)」を発表。「アルバトロス」は翌1969年に全英シングルチャートで1位を記録した。ついでアメリカ向けに編集した2ndアルバム『英吉利の薔薇』をリリース。
1969年1月には渡米して、ブルースの故郷とも言えるシカゴのチェス・スタジオで念願のレコーディング。ウィリー・ディクスンやバディ・ガイ、オーティス・スパンと共演して記念版的作品として残している。同年にはこのメンバーでの最後のブルース・アルバムとも言える3rdアルバム『ゼン・プレイ・オン』をリリースしている。

### 英国活動期、ボブ・ウェルチ時代

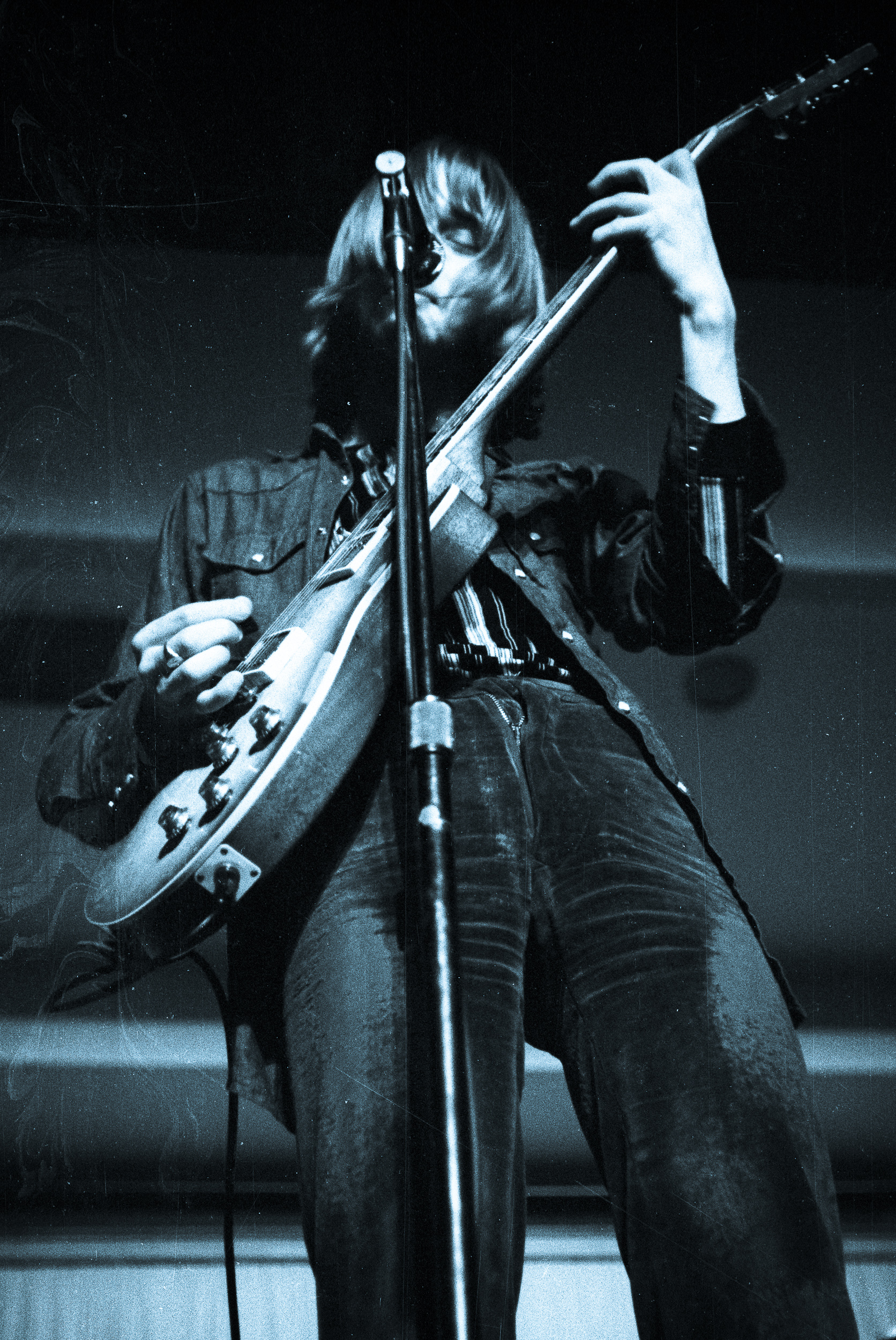
ダニー・カーワン(G) 1970年

ピーター・グリーンは、体調が不安定な状態で臨んだミュンヘンのとあるギグでLSDを使用して精神疾患を発症。1970年に突如バンドを離れてしまった。グリーン離脱後、バンドは、主にジェレミー・スペンサーが音楽面をリードして活動を続け、同年に4thアルバム『キルン・ハウス』を発表した。しかしスペンサーもドラッグで徐々に精神的に不安定な状態となり、新興宗教にはまって脱退してしまう。
スペンサーの後任には、ジョン・マクヴィーの妻で元チキン・シャックのクリスティン・マクヴィーと、オーディションによりアメリカ人ギタリストのボブ・ウェルチが加入し、1971年に5thアルバム『フューチャー・ゲーム』を、翌1972年には6thアルバム『枯れ木』を発表した。従来のブルース色を弱めロック色/フォーク色を強めたこれらの作品は、主にダニー・カーワンが音楽面を主導して制作された。しかしそのダニー・カーワンも、酒癖が原因の神経衰弱によりメンバーの信頼を失い、脱退を余儀なくされた。
カーワンの解雇を経てバンドの音楽的主導権をウェルチが握ると、マックは、クリスティンのよりポップ/ロック色の濃い楽曲や、ウェルチの強い影響下で3枚の優れたアルバムを発表し、60年代とは別のバンドへと変化していった。この時期を代表する曲としては、ウェルチ脱退後もライブで演奏されていた「ヒプナタイズド」、1977年にウェルチのソロ作としてヒットした「悲しい女」などがある。後日にウェルチは「(『神秘の扉』当時の)ウェルチ、クリスティン、ジョン、ミック、ボブ・ウェストンのラインアップが団結していた時は、後の『噂』時代のラインアップに勝るとも劣らなかった」と回想した。
この時期、バンドとしての活動はコンスタントに続けていたが、度重なるメンバー・チェンジや、アメリカにおける「偽フリートウッド・マック全米ツアー騒動」等、困難の多い時代でもあった。1974年、アメリカ・ツアーを終えたマックは、彼らのこれからの活動をアメリカ中心にするべく、活動拠点を米国カリフォルニアに移した。しかし、その直後、フロントマンのウェルチが脱退。バンドは存続の危機を迎える。

### 全盛期/1975-1977年

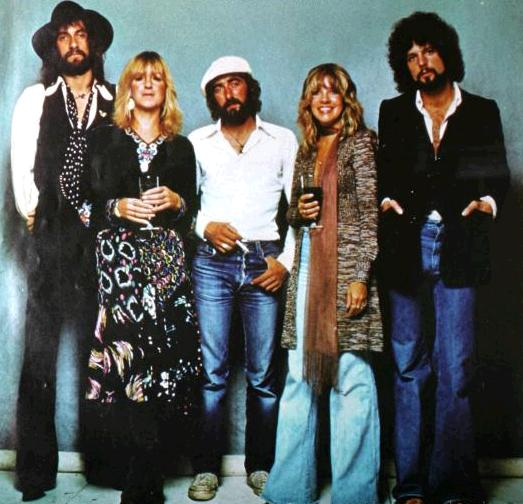
1977年のグループショット

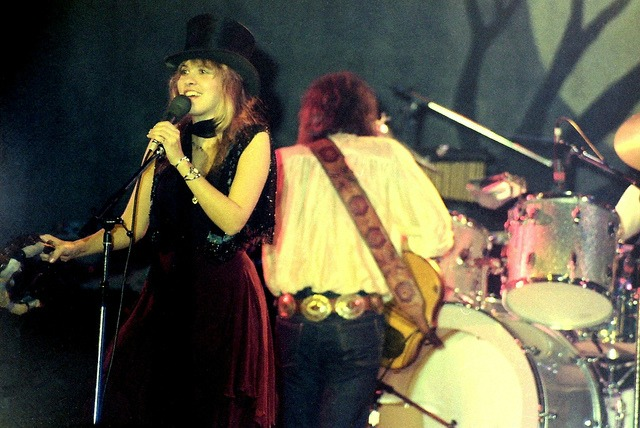
ドイツ・フランクフルト公演 (1977年)

ウェルチに代わるフロントマンを探していたミック・フリートウッドとジョン・マクヴィーは、バンドの新作のレコーディング・エンジニアのオーディションを通じて「バッキンガム・ニックス（英語: Buckingham Nicks）」というアメリカ人の男女デュオの作品を耳にした。リンジー・バッキンガムのギターとヴォーカルに強い関心を持ったミックは、1974年12月、リンジーと電話で連絡を取りバンドに誘った。リンジーは、バンドに合流するにあたり、ガール・フレンドでありデュオのパートナーでもあるスティーヴィー・ニックスを同行することを提案し、結局グループは、この二人をセットで新メンバーとして迎え入れることになった。
男女のポップ・ロック・グループとなったマックは、1975年に10thアルバム『ファンタスティック・マック』を発表、「セイ・ユー・ラヴ・ミー」、「リアノン」といったヒット曲が生まれ、アルバムは全米1位を獲得、それまでにない成功を収める。安定したピアノ演奏と、ブルースロックにルーツを持つクリスティン、ポップ・センスのある曲を書くギタリスト・リンジー、可憐で小悪魔的な容姿の歌手スティーヴィーという三者による楽曲は、バンドの大きな魅力となった。
1977年には、最大のヒット作となる11thアルバム『噂』を発表。シングルカットされた「オウン・ウェイ」「ドリームス」(グループにとって唯一の全米1位シングル・Billboard Hot 100)「ユー・メイク・ラヴィング・ファン」、「ドント・ストップ」などの大ヒットとともに、アルバムは31週間に渡って全米1位(ビルボード)(1977年・年間チャート1位・Billboard Top 200)に輝き、1,700万枚といわれる史上空前のセールスを記録する。マックは一躍スーパースターの座に上り詰めた。翌年には同アルバムでグラミー賞の最優秀アルバム賞を受賞。

### 安定期/1978-1987年
この後、12thアルバム『牙 (タスク)』(全米4位)、『ライヴ』、13thアルバム『ミラージュ』(全米1位) の3枚のアルバムを発表したが、『噂』のような大ヒットにはいたらなかった。しかしワールドツアーは盛況を重ね、観客動員の面ではスーパースターのポジションを維持し続けた。
1980年代に入るとメンバー各自のソロ活動が活発化し、全米アルバムチャートでNo.1を記録したスティーヴィーの作品を筆頭に、リンジー、クリスティンも、それぞれソロでTOP10ヒットをものにする。ミックも、アフリカのミュージシャンを起用した意欲的なソロアルバム『The Visitor』を発表した。
しかし、バンドとしてもソロとしても順調に活躍していたこの時期のマックには、メンバー同士の関係の悪化、スティーヴィーの薬物中毒克服のためのリハビリ施設入り、バンドのゴタゴタや妻との離婚、父の死など公私にわたるトラブルに疲れ切ってコカインとブランデーに溺れたミックの破産など、バンド周辺でトラブルが絶えない、暗い側面が同時に存在していた。
久々に全員が揃った1987年の14thアルバム『タンゴ・イン・ザ・ナイト』(全米7位)では、音楽面におけるリンジーの献身的な貢献もあり、いつも通りのヒットを記録したが、アルバム発表直後にそのリンジーが脱退。ライブツアーは、新メンバーとしてリック・ビトー、ビリー・バーネットのギタリスト2名を加えた新編成で行われた。この時のライブでは、バック・ボーカルやキーボードにサポート・メンバーを使い、クリスティンのボーカル曲では彼女をステージの前面に出したり、スティーヴィーのソロ・ヒット曲「スタンド・バック」を取り上げるなど、リンジーの不在をクリスティンと、特にスティーヴィーを大きくフィーチャーすることで補う演出がされていた。

### 停滞期/1988年以降
1990年には、スティーヴィーとクリスティンが今後バンドのライブツアーに参加しないことを表明。1990年発表の15thアルバム『ビハインド・ザ・マスク』(全米18位)は、1975年のアルバム『ファンタスティック・マック』から続いたゴールド・ディスク獲得を逃した。
1992年当時、ビル・クリントンの大統領選挙キャンペーンソングに「ドント・ストップ」が採用された契機から、1993年初頭、クリントンを支援するためにアルバム『噂』発表当時の黄金期メンバー5人が一時的に集まり、再結成ライブを行なった。ただし、この再結成は一時的なもので、ライブ終了後リンジーが再離脱。同年末には、スティーヴィーが今後の活動に参加しないことを表明し、正式に脱退。ほぼ同時期にリック・ビトーも脱退した。
1994年、ミックとジョンは、新メンバー ベッカ・ブラムレット、デイブ・メイスンの加入と、ライブ・ツアーの開始を発表する。しかし、直後にクリスティンが脱退を表明。ツアーは、クリスティンを除くメンバーで行われた。
翌1995年に、16thアルバム『タイム』を発表。しかし、全米アルバムチャートTOP200にチャートインせず、不発に終わる。

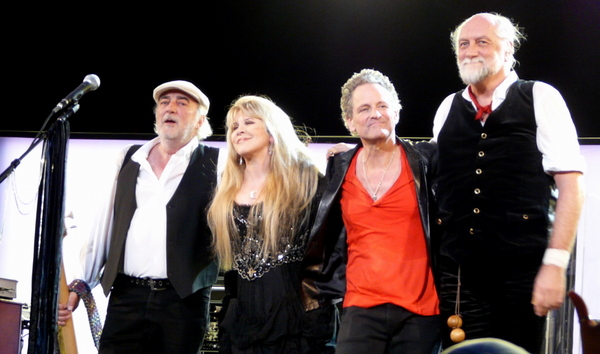
2009年のグループショット

1997年、リンジーのソロアルバムのレコーディングセッションにミックが参加したことを契機に、黄金期のメンバーが再集結。再結成ライブを行ない、ライブアルバム『ザ・ダンス』を発表。1981年発表のアルバム『ミラージュ』以来となる全米No.1を獲得した。翌1998年にはロックの殿堂入りを果たし、授賞式でのプレゼンターをシェリル・クロウが務めた。しかし、クリスティンが引退を理由に再離脱した（その後、2004年、ソロとして復帰)。
2003年にクリスティンを除く黄金期メンバー4人による本格的な復活アルバム『セイ・ユー・ウィル』を発表、ライブツアーも大きな話題となり、全米3位の大ヒットを記録した。
2014年、クリスティンが16年ぶりに復帰し、ワールドツアー「オン・ウィズ・ザ・ショウ」を翌2015年まで行う。その後、新アルバムの制作に着手した。

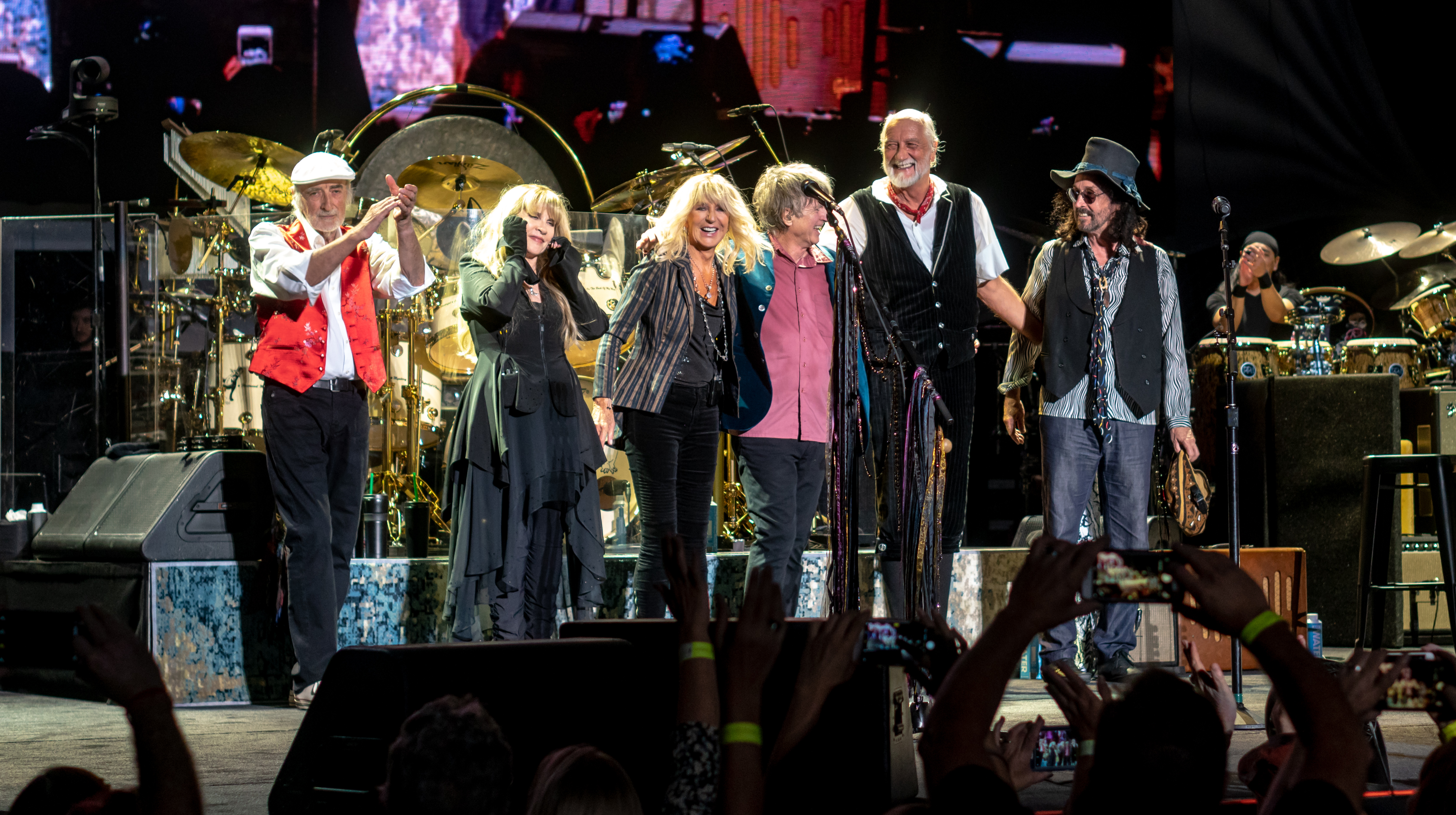
2018年のグループショット

2018年、秋からのワールド・ツアー開始前にリンジー・バッキンガムが降板し、代役にマイク・キャンベル（元トム・ペティ&ザ・ハートブレイカーズ）とニール・フィン（クラウデッド・ハウス）が新加入。
2022年、古参の中心メンバーの一人、クリスティン・マクヴィーが病没。

## メンバー
2022年12月時点

### 現ラインナップ
- スティーヴィー・ニックス - ヴォーカル (1974-1991, 1993, 1997- )
- ジョン・マクヴィー - ベース (1967-1995, 1997- )
- ミック・フリートウッド - ドラムス (1967-1995, 1997- )
- マイク・キャンベル（英語版） - リードギター (2018- )
- ニール・フィン（英語版） - リズムギター/ヴォーカル (2018- )

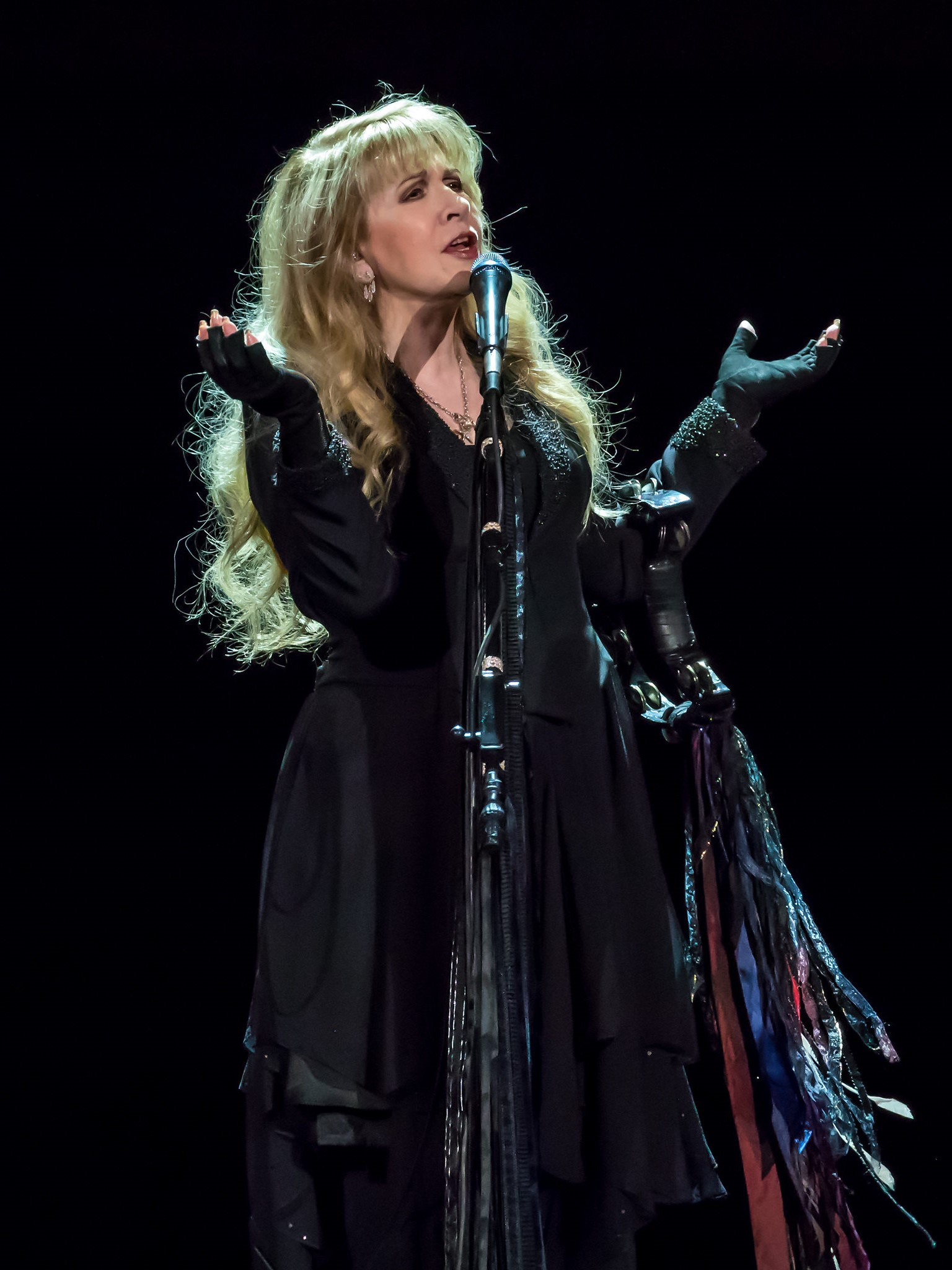
スティーヴィー・ニックス(Vo) 2017年
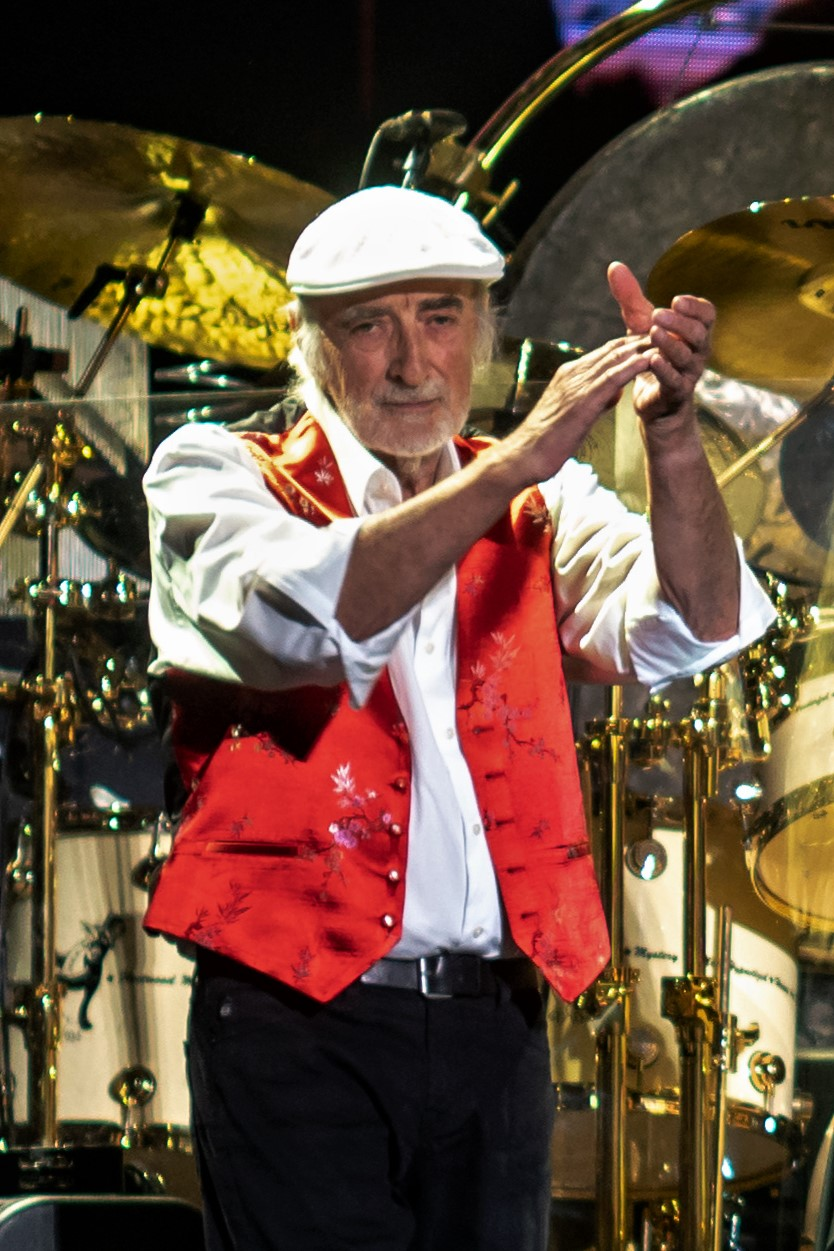
ジョン・マクヴィー(B) 2018年
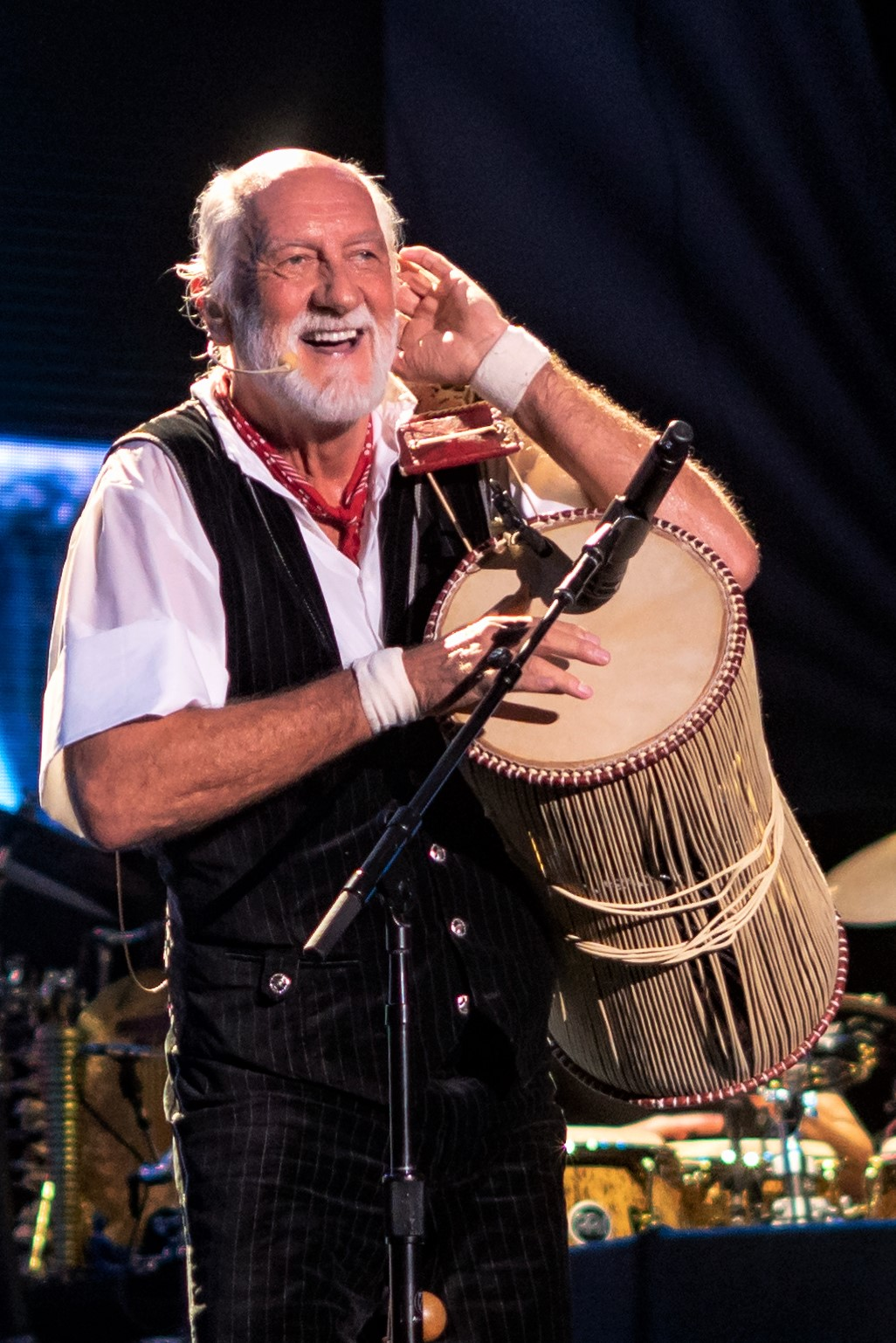
ミック・フリートウッド(Ds) 2018年
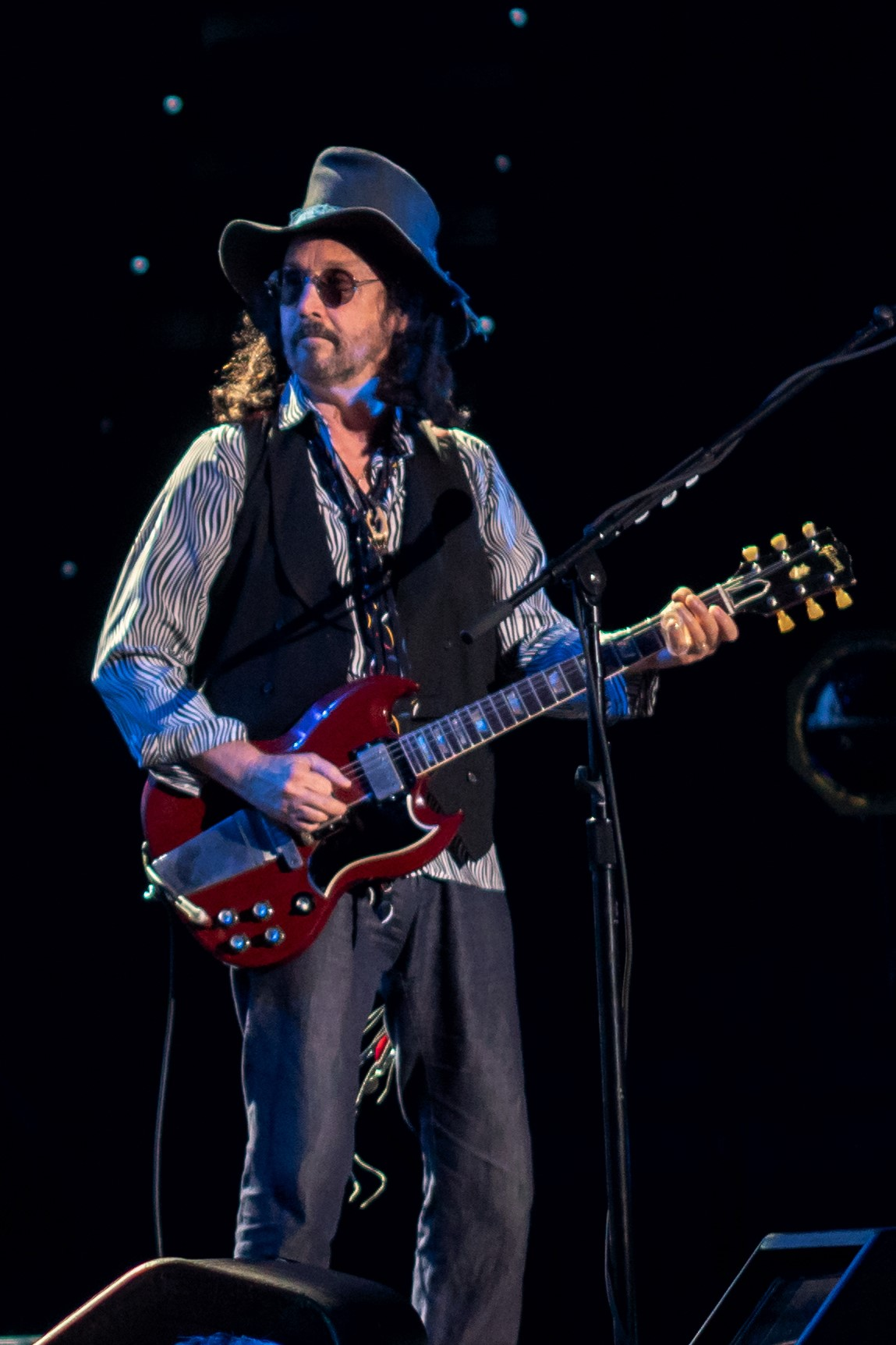
マイク・キャンベル(G) 2018年
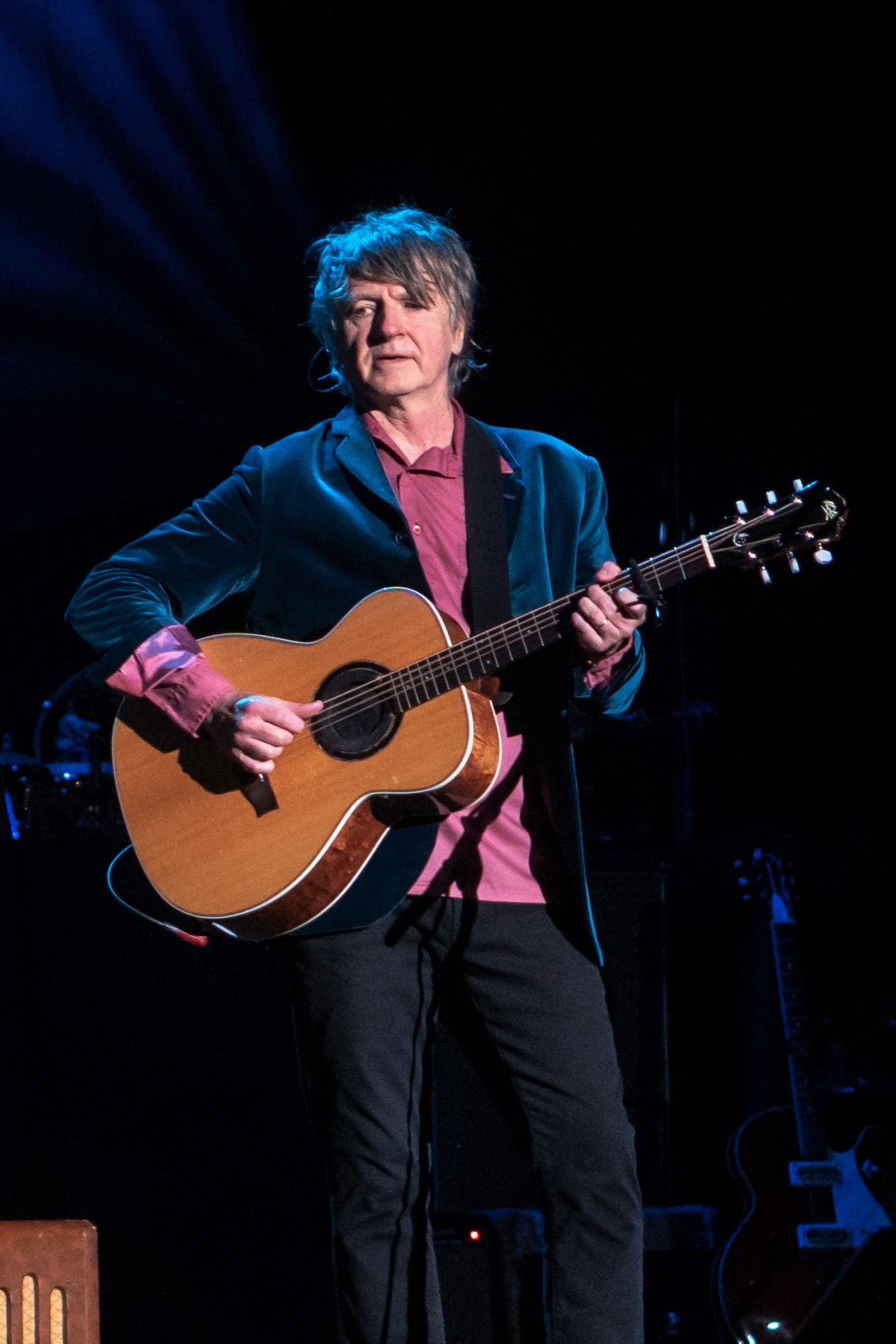
ニール・フィン(G) 2018年

### オリジナル・ラインナップ
- ピーター・グリーン - ギター/ヴォーカル/ハーモニカ (1967-1971)
- ジェレミー・スペンサー（英語版） - ギター/ヴォーカル (1967-71)
- ジョン・マクヴィー - ベース
- ミック・フリートウッド - ドラムス

活動初期の頃（1970年）

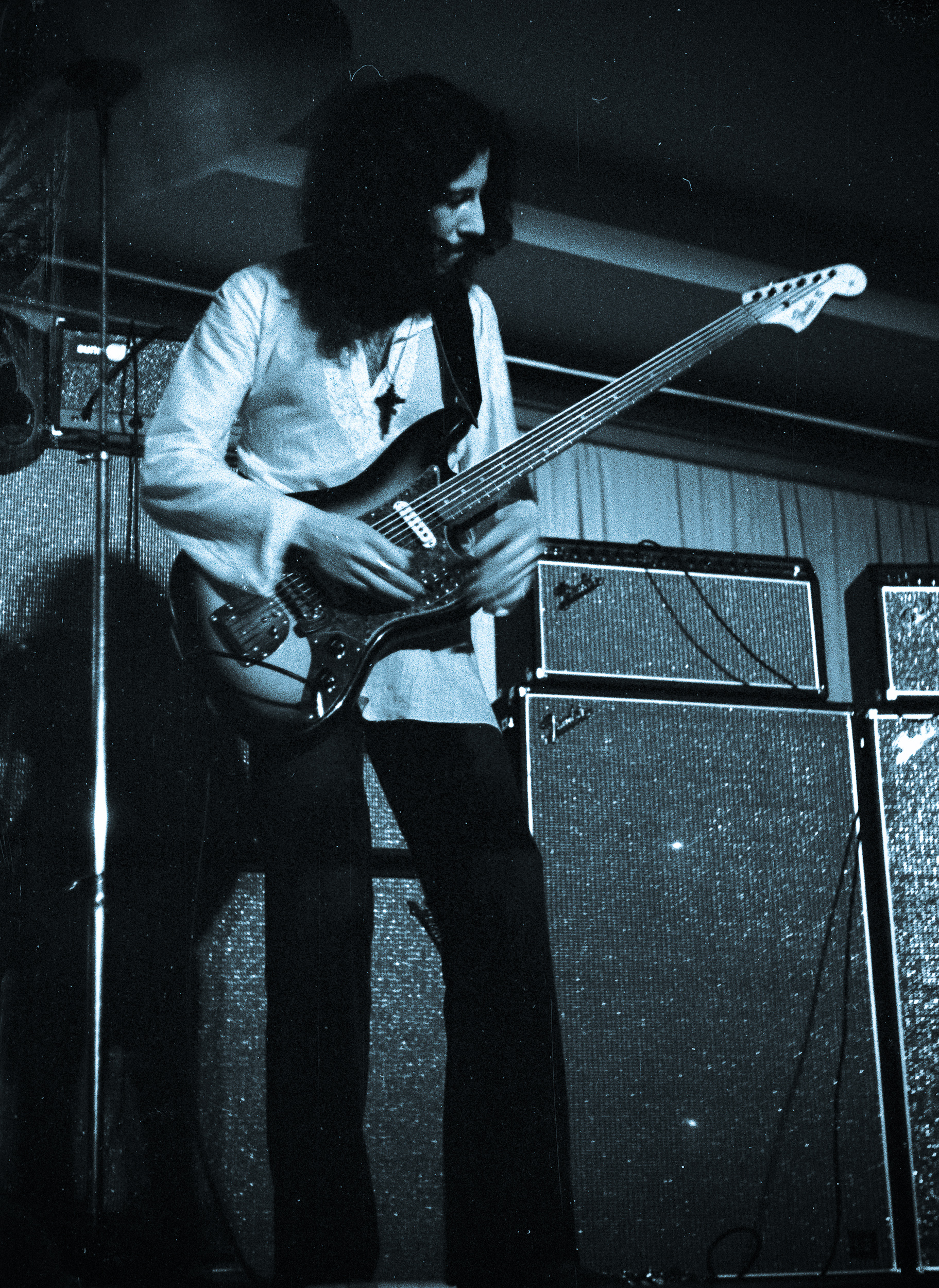
ピーター・グリーン(G/Vo)
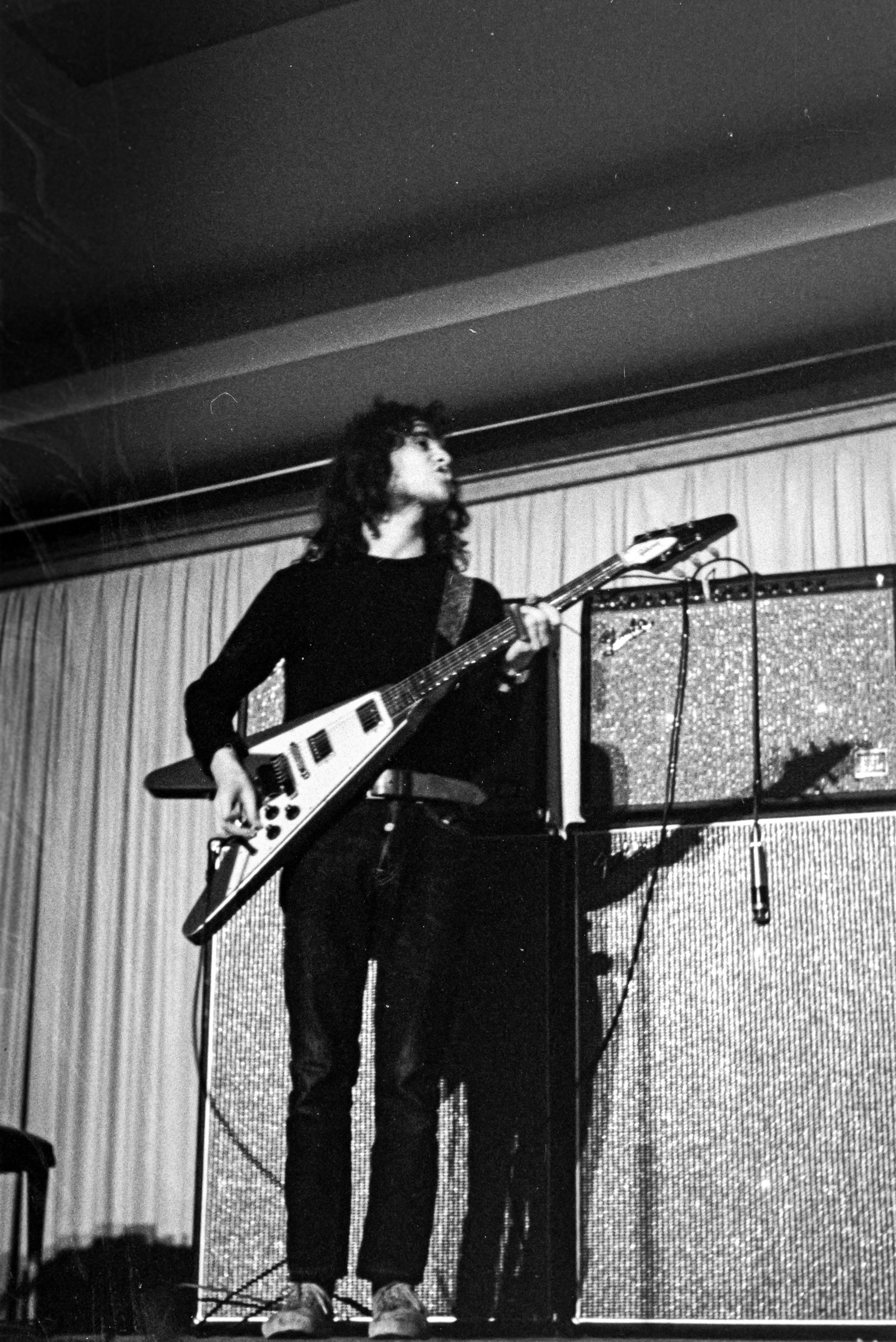
ジェレミー・スペンサー(G)
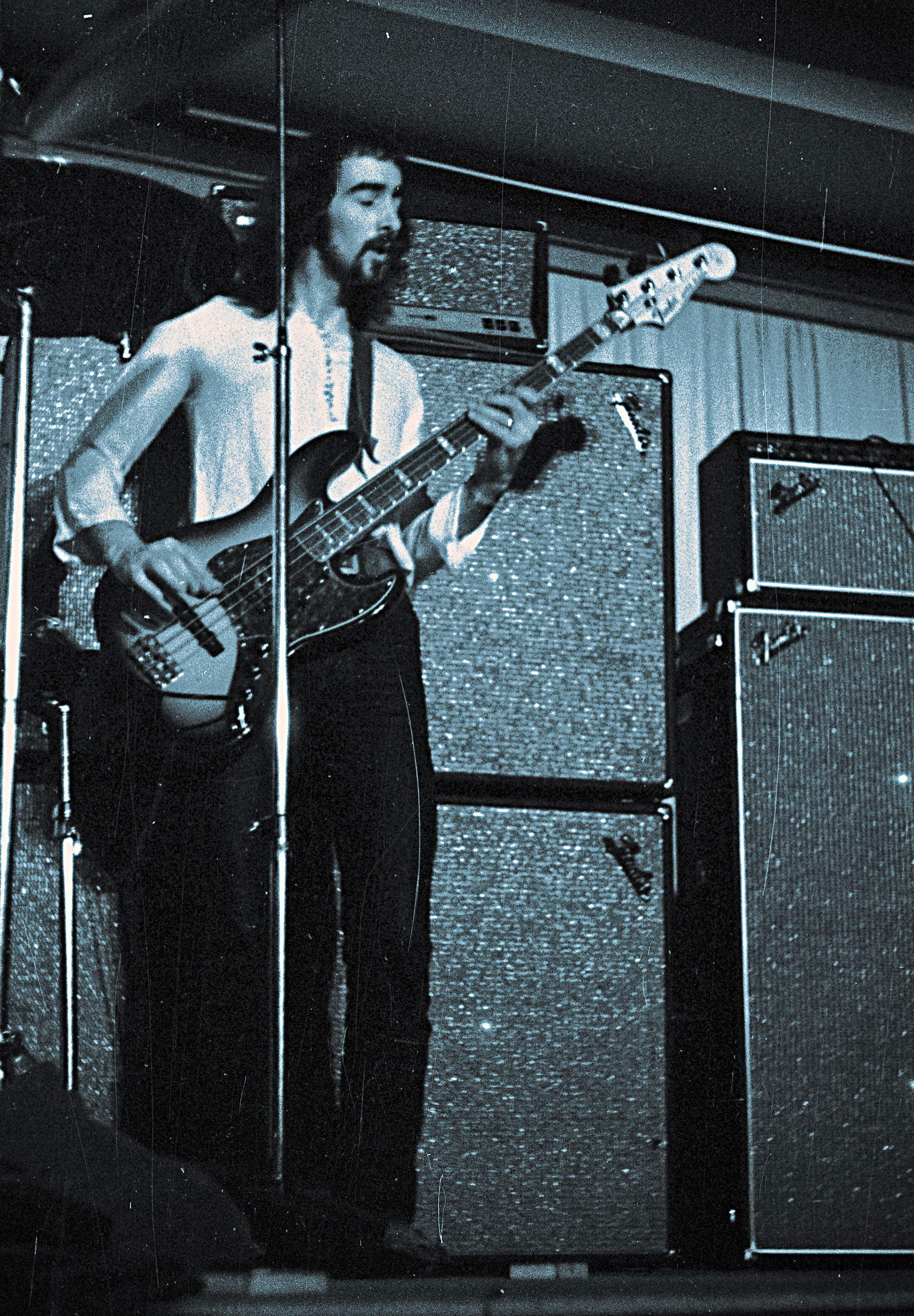
ジョン・マクヴィー(B)
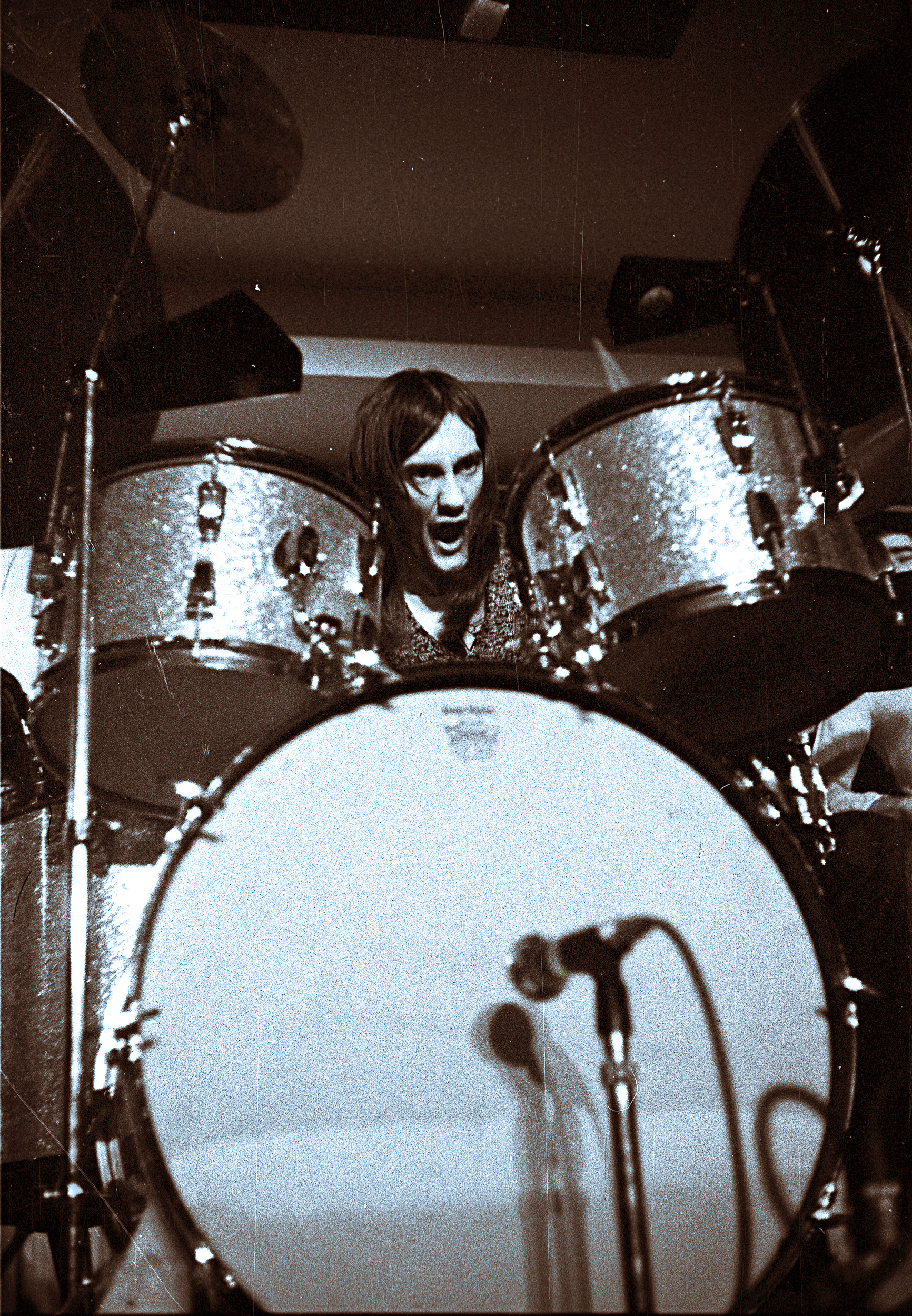
ミック・フリートウッド(Ds)

### 旧メンバー
- ボブ・ブラニング（英語版） - ベース (1967)　♰RIP.2011 ※発足メンバー
- ダニー・カーワン（英語版） - ギター (1968-1972)　♰RIP.2018
- クリスティン・マクヴィー - キーボード/ヴォーカル (1970-1995, 1997-1998, 2014-2022)　♰RIP.2022
- ボブ・ウェルチ - ギター (1971-1974)　♰RIP.2012
- ボブ・ウェストン（英語版） - ギター (1972-1973)　R.I.P.2012
- デイヴ・ウォーカー（英語版） - ヴォーカル (1972-1973)
- リンジー・バッキンガム - ギター/ヴォーカル (1974-1987, 1993, 1997-2018)
- ビリー・バーネット（英語版） - ギター (1987-1995)
- リック・ビトー（英語版） - ギター (1987-1991, 1993)
- ベッカ・ブラムレット（英語版） - ヴォーカル (1993-1995)
- デイブ・メイスン（英語版） - ギター (1993-1995)

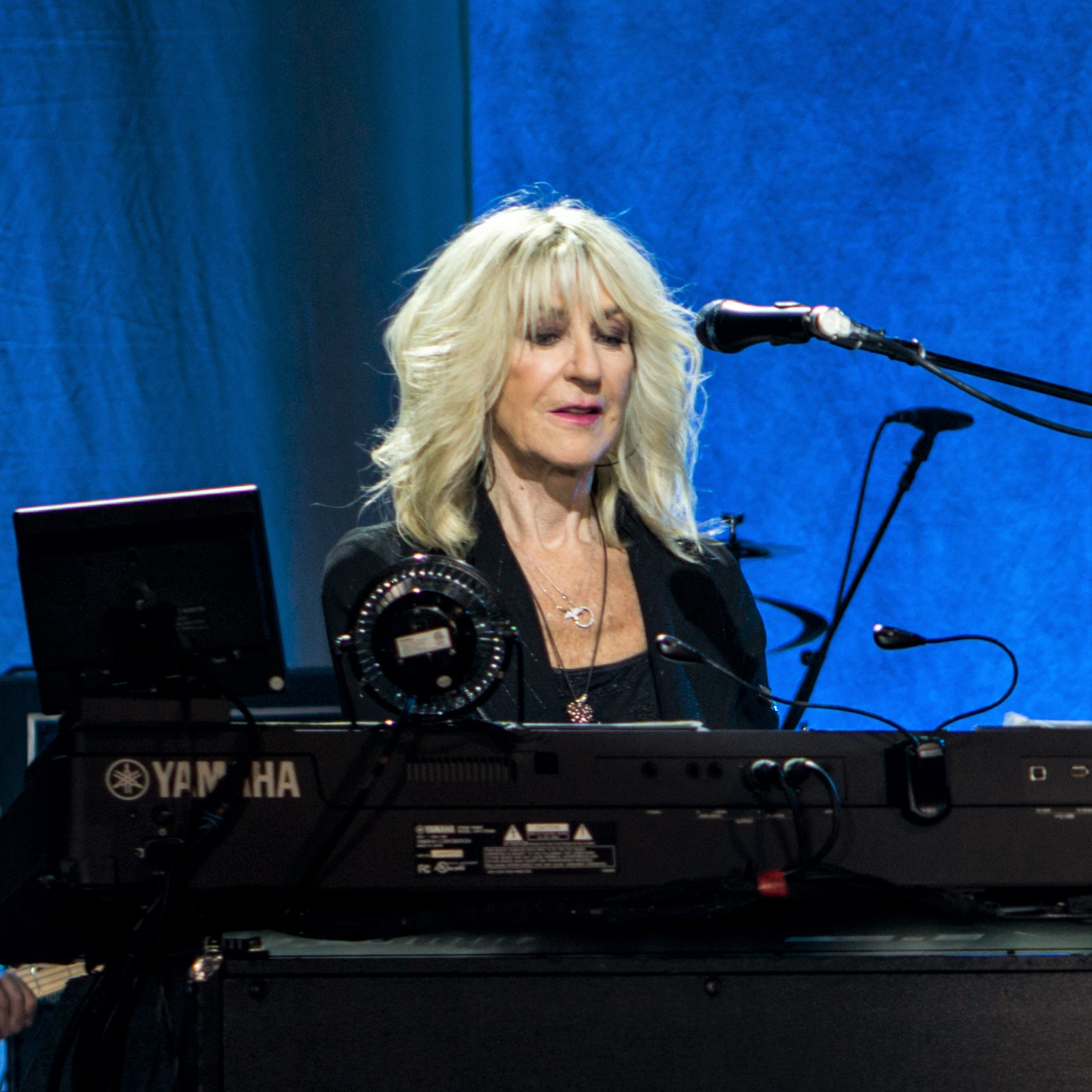
クリスティン・マクヴィー(Key) 2017年
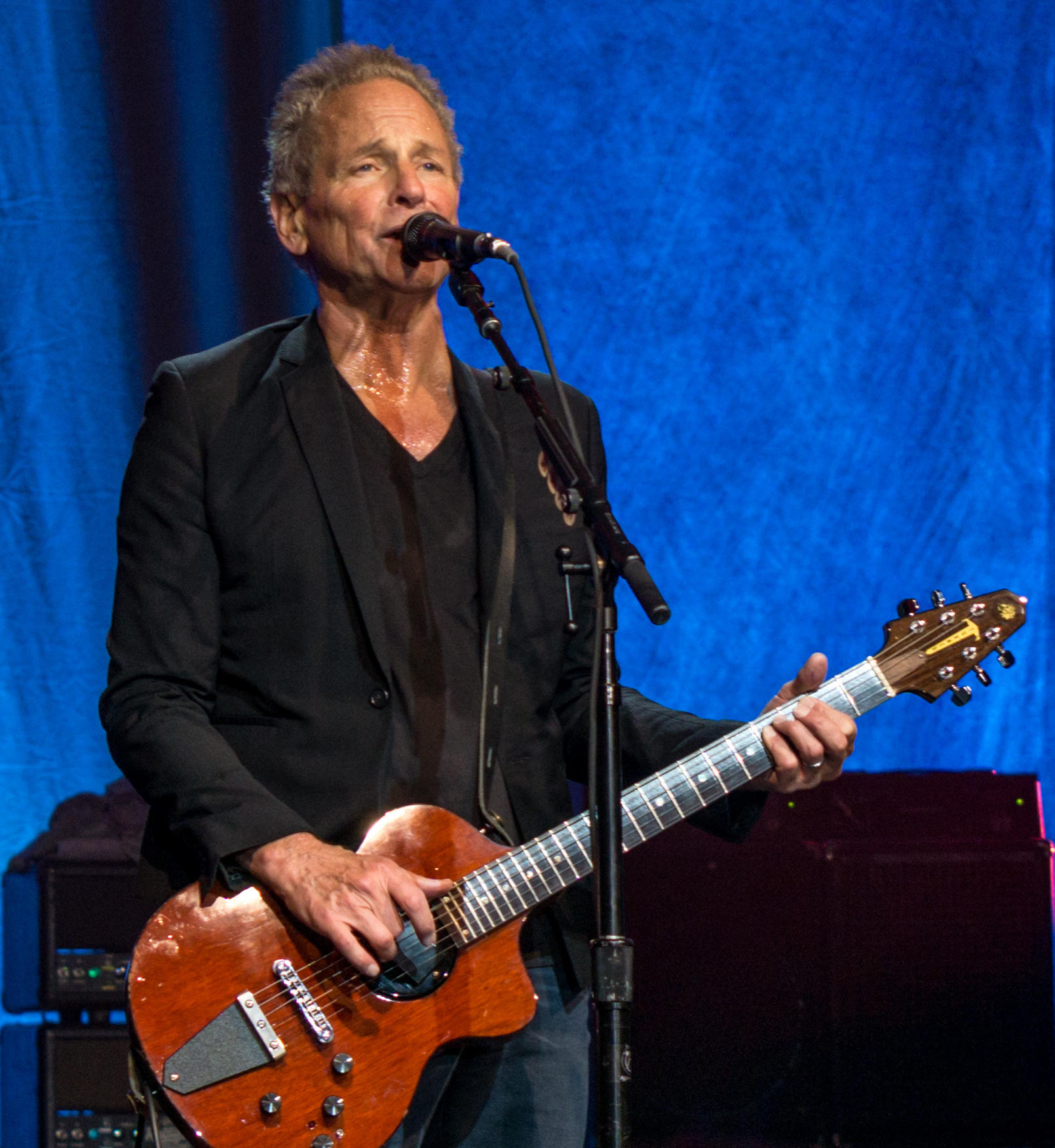
リンジー・バッキンガム(G) 2017年

### メンバーの変遷
太字はその時期に新規加入したメンバー
| 期間        | メンバー | スタジオ・アルバム |
| ----------- | --- | --- |
| 1967        | - ピーター・グリーン - ギター/ヴォーカル/ハーモニカ - ジェレミー・スペンサー - ギター/ヴォーカル/ピアノ - ボブ・ブランニング - ベース - ミック・フリートウッド - ドラムス                                                                  | |
| 1967 - 1968 | - ピーター・グリーン - ギター/ヴォーカル/ハーモニカ - ジェレミー・スペンサー - ギター/ヴォーカル/ピアノ - ジョン・マクヴィー - ベース - ミック・フリートウッド - ドラムス                                                                  | - ピーター・グリーンズ・フリートウッド・マック（1968） - ミスター・ワンダフル（1968）                                           |
| 1968 - 1970 | - ピーター・グリーン - ギター/ヴォーカル/ハーモニカ - ジェレミー・スペンサー - ギター/ヴォーカル/ピアノ - ダニー・カーワン - ギター/ヴォーカル - ジョン・マクヴィー - ベース - ミック・フリートウッド - ドラムス                           | - ゼン・プレイ・オン（1969） |
| 1970        | - ジェレミー・スペンサー - ギター/ヴォーカル/ピアノ - ダニー・カーワン - ギター/ヴォーカル - ジョン・マクヴィー - ベース - ミック・フリートウッド - ドラムス                                                                               | - キルン・ハウス（1970） |
| 1970 - 1971 | - ジェレミー・スペンサー - ギター/ヴォーカル/ピアノ - ダニー・カーワン - ギター/ヴォーカル - クリスティン・マクヴィー - キーボード/ヴォーカル - ジョン・マクヴィー - ベース - ミック・フリートウッド - ドラムス                            | |
| 1971 - 1972 | - ダニー・カーワン - ギター/ヴォーカル - ボブ・ウェルチ - ギター/ヴォーカル - クリスティン・マクヴィー - キーボード/ヴォーカル - ジョン・マクヴィー - ベース - ミック・フリートウッド - ドラムス                                           | - フューチャー・ゲーム（1971） - ベア・トゥリーズ（1972）                                                                       |
| 1972 - 1973 | - デイヴ・ウォーカー - ヴォーカル - ボブ・ウェルチ - ギター/ヴォーカル - ボブ・ウェストン - ギター/ヴォーカル - クリスティン・マクヴィー - キーボード/ヴォーカル - ジョン・マクヴィー - ベース - ミック・フリートウッド - ドラムス         | - ペンギン (アルバム)（1973）                                                                                                   |
| 1973        | - ボブ・ウェルチ - ギター/ヴォーカル - ボブ・ウェストン - ギター/ヴォーカル - クリスティン・マクヴィー - キーボード/ヴォーカル - ジョン・マクヴィー - ベース - ミック・フリートウッド - ドラムス                                           | - 神秘の扉（1973） |
| 1973 - 1974 | - ボブ・ウェルチ - ギター/ヴォーカル - クリスティン・マクヴィー - キーボード/ヴォーカル - ジョン・マクヴィー - ベース - ミック・フリートウッド - ドラムス                                                                                  | - クリスタルの謎（1974） |
| 1974 - 1987 | - スティーヴィー・ニックス - ヴォーカル - リンジー・バッキンガム - ギター/ヴォーカル - クリスティン・マクヴィー - キーボード/ヴォーカル - ジョン・マクヴィー - ベース - ミック・フリートウッド - ドラムス                                  | - ファンタスティック・マック（1975） - 噂（1977） - 牙 (タスク)（1979） - ミラージュ（1982） - タンゴ・イン・ザ・ナイト（1987） |
| 1987 - 1990 | - スティーヴィー・ニックス - ヴォーカル - ビリー・バーネット - ギター/ヴォーカル - リック・ビトー - ギター/ヴォーカル - クリスティン・マクヴィー - キーボード/ヴォーカル - ジョン・マクヴィー - ベース - ミック・フリートウッド - ドラムス | - ビハインド・ザ・マスク（1990）                                                                                                |
| 1990 - 1991 | - スティーヴィー・ニックス - ヴォーカル - ビリー・バーネット - ギター/ヴォーカル - クリスティン・マクヴィー - キーボード/ヴォーカル - ジョン・マクヴィー - ベース - ミック・フリートウッド - ドラムス                                      | |
| 1991 - 1994 | - ベッカ・ブラムレット - ヴォーカル - ビリー・バーネット - ギター/ヴォーカル - デイブ・メイソン-ギター/ボーカル - クリスティン・マクヴィー - キーボード/ヴォーカル - ジョン・マクヴィー - ベース - ミック・フリートウッド - ドラムス       | - タイム（1995） |
| 活動停止中  | | |
| 1997 - 1998 | - スティーヴィー・ニックス - ヴォーカル - リンジー・バッキンガム - ギター/ヴォーカル - クリスティン・マクヴィー - キーボード/ヴォーカル - ジョン・マクヴィー - ベース - ミック・フリートウッド - ドラムス                                  | |
| 1997 - 2014 | - スティーヴィー・ニックス - ヴォーカル - リンジー・バッキンガム - ギター/ヴォーカル - ジョン・マクヴィー - ベース - ミック・フリートウッド - ドラムス                                                                                     | - セイ・ユー・ウィル（2003） |
| 2014 - 2018 | - スティーヴィー・ニックス - ヴォーカル - リンジー・バッキンガム - ギター/ヴォーカル - クリスティン・マクヴィー - キーボード/ヴォーカル - ジョン・マクヴィー - ベース - ミック・フリートウッド - ドラムス                                  | |
| 2018 - 2022 | - スティーヴィー・ニックス - ヴォーカル - マイク・キャンベル - ギター/ヴォーカル - ニール・フィン - ギター/ヴォーカル - クリスティン・マクヴィー - キーボード/ヴォーカル - ジョン・マクヴィー - ベース - ミック・フリートウッド - ドラムス | |
| 2022 - 現在 | - スティーヴィー・ニックス - ヴォーカル - マイク・キャンベル - ギター/ヴォーカル - ニール・フィン - ギター/ヴォーカル - ジョン・マクヴィー - ベース - ミック・フリートウッド - ドラムス                                                    | |

## ディスコグラフィ
スタジオ・アルバム
- 『ピーター・グリーンズ・フリートウッド・マック』 - Peter Green's Fleetwood Mac (1968年)
- 『ミスター・ワンダフル』 - Mr. Wonderful (1968年)
- 『ゼン・プレイ・オン』 - Then Play On (1969年)
- 『キルン・ハウス』 - Kiln House (1970年)
- 『フューチャー・ゲーム』 - Future Games (1971年)
- 『枯木』 - Bare Trees (1972年)
- 『ペンギン』 - Penguin (1973年)
- 『神秘の扉』 - Mystery to Me (1973年)
- 『クリスタルの謎』 - Heroes Are Hard to Find (1974年)
- 『ファンタスティック・マック』 - Fleetwood Mac (1975年)
- 『噂』 -  Rumours (1977年)
- 『牙 (タスク)』 - Tusk (1979年)
- 『ミラージュ』 - Mirage (1982年)
- 『タンゴ・イン・ザ・ナイト』 - Tango in the Night (1987年)
- 『ビハインド・ザ・マスク』 - Behind the Mask (1990年)
- 『タイム』 - Time (1995年)
- 『セイ・ユー・ウィル』 - Say You Will (2003年)

## 日本公演
- 1977年
  - 12月1日 名古屋市公会堂、3日,4日 大阪万博ホール、5日 日本武道館
- 1980年
  - 2月3日,4日,5日 日本武道館、8日 京都会館、9日 岐阜市民会館、11日 北海道厚生年金会館、13日 神奈川県民ホール、14日 宮城県スポーツセンター、16日,17日 大阪フェスティバルホール
- 1990年
  - 4月23日,24日 東京厚生年金会館
- 1995年
  - 4月7日,8日,9日 東京厚生年金会館